# Doboz
Doboz je vas na Madžarskem, ki upravno spada pod podregijo Békéscsabai Županije Békés.